# The Tip
The Tip er en amerikansk stumfilm fra 1918 af Gilbert Pratt og William Gilbert.